# Funkcjonalna spektroskopia bliskiej podczerwieni
Funkcjonalna spektroskopia bliskiej podczerwieni (fNIRS lub fNIR) – metoda badawcza używana w neurologii i neurobiologii, wykorzystująca spektroskopię bliskiej podczerwieni (NIRS) do funkcjonalnego neuroobrazowania. Za pomocą fNIRS, aktywność mózgu jest mierzona przez reakcje hemodynamiczne związane z zachowaniem neuronów.

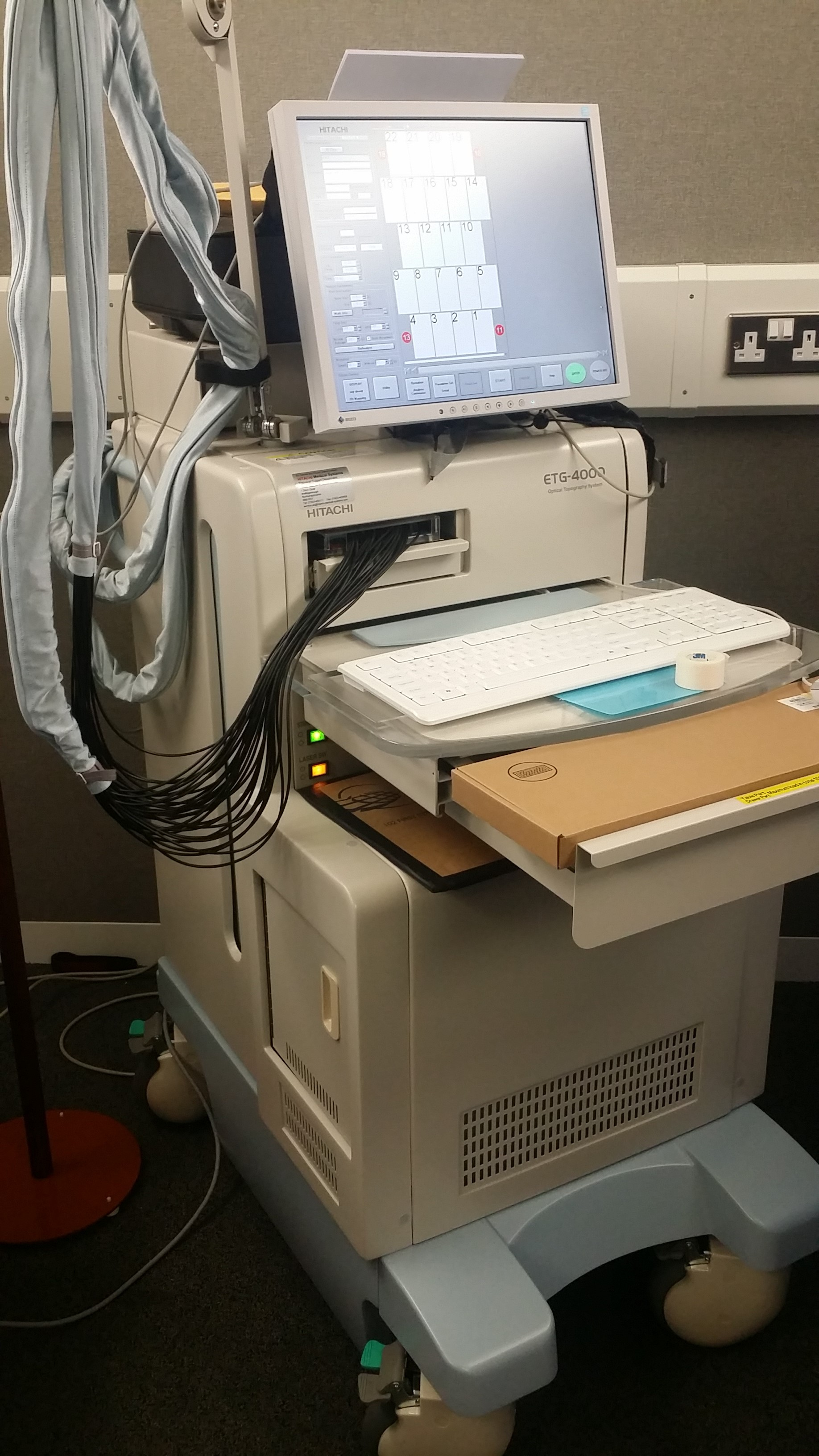
Hitachi ETG-4000 fNIRS

fNIR to nieinwazyjna metoda obrazowania, która wykorzystuje ilościową analizę stężenia chromoforów przy użyciu pomiaru amortyzacji światła w bliskiej podczerwieni (NIR) i zmian tymczasowych lub fazowych. Widmo optyczne światła podczerwieni wykorzystuje optyczne okno, w którym skórę, tkanki i kości są przejrzyste dla podczerwieni w widmie 700–900 nm, podczas gdy hemoglobina (HB) i odtleniona hemoglobina (deoksy-Hb) są silniejszymy pochłaniaczami światła. Różnice w widmach absorpcji deoxy-Hb i oxy-Hb umożliwiają wykonywanie pomiarów względnych zmian stężenia hemoglobiny za pomocą współczynnika osłabienia światła o różnych długościach fal. Wybiera się dwie lub więcej fal, jedna ponad i jedna poniżej punktu izozbestycznego 810 Nm, w którym deoksy-Hb i oxy-Hb mają te same współczynniki poziomu absorpcji. Za pomocą zmodyfikowanego prawa Lamberta-Beera (mBLL), względna koncentracja może być obliczona jako funkcja całkowitej długości ścieżki fotonu. Zazwyczaj nadajnik i detektor światła znajdują się ipsilateralnie na czaszce badanego. Dzięki temu, nagrane pomiary są modyfikowane przez ponownie rozproszone (odbite) światło biegnące po eliptycznej trajektorii.

## Historia
W 1977 roku, Jobsis stwierdził, że przejrzystość tkanki mózgu dla podczerwieni pozwala na nieinwazyjną i ciągłą metodę nasycania tkanek tlenem za pomocą transiluminacji. Transiluminacja (rozproszenie) miała ograniczone zastosowanie u dorosłych z powodu tłumienia światła i szybko została zastąpiona przez techniki oparte na trybie odbicia. Rozwój systemu NIRS odbywał się szybko i do 1985 roku pierwsze badania na dotlenianiu mózgu przeprowadził M. Ferrari. Techniki NIRS zostały rozszerzone w pracy Randalla Barboura, Britona Chance’a, Arno Villringera, M. Cope’a i D.T. Delpy’ego, Enrico Grattona i innych.

## Zasada działania

### Aktywność neuronów a hemodynamika
Pomiary aktywności mózgu uzyskane za pomocą fNIRS opierają się na reakcji hemodynamicznej.
Reakcją hemodynamiczną nazywa się odpowiedź organizmu na wykorzystywanie składników odżywczych. Tkanki, w obrębie których występuje aktywność neuronalna, zużywają składniki odżywcze, których braki następnie muszą zostać uzupełnione. Dzieje się to poprzez dostarczenie do tych miejsc krwi bogatej w składniki odżywcze, takie jak tlen czy glukozę.
Krew płynąca w mózgu może być charakteryzowana poprzez stężenie zawartych w niej chromoforów: hemoglobiny natlenionej (oxy-Hb) i odtlenionej (deoxy-Hb).
Krew napływająca do aktywnych obszarów mózgu obfituje w hemoglobinę natlenioną. Zwykle, w momentach aktywności neuronalnej, tempo dostarczania oxy-Hb przekracza tempo wykorzystania, co skutkuje tymczasowym wzrostem jej stężenia i – co za tym idzie – spadkiem stężenia deoxy-Hb.
Tak więc, różnice w stężeniu hemoglobiny natlenionej i hemoglobiny odtlenionej pomiędzy stanem spoczynkowym a stanem aktywności neuronalnej determinują, gdzie w korze lokalizuje się wzrost lub spadek przepływu krwi.
Kształt sygnału uzyskanego przez pomiar oxy- i deoxy-Hb może różnić się w zależności od wywołujących bodźców, jak również aktywności neuronalnej.

### Właściwości chromoforów w obliczu światła bliskiej podczerwieni
Większość tkanek biologicznych, składając się głównie z wody, wykazuje niską zdolność absorpcyjną promieni świetlnych, wobec czego można o nich mówić jako przezroczystych dla światła bliskiej podczerwieni (NIR). Chromofory hemoglobiny, w przeciwieństwie do większości tkanek biologicznych, mogą zarówno rozpraszać, jak i pochłaniać te promienie.
Oprócz hemoglobiny można analizować stężenie innych chromoforów. Jednym z nich jest oksydaza cytochromu-c, która może dostarczać bardziej bezpośrednich informacji o aktywności neuronów niż hemoglobina. Jest ona jednak znacznie rzadziej wykorzystywana niż pomiary oparte na hemoglobinie.
Ogólna przezroczystość tkanki biologicznej wraz ze zdolnością chromoforów do absorpcji umożliwia zastosowanie technik optycznych do pomiaru odpowiedzi hemodynamicznych.
Optymalne spektrum światła mieści się w przedziale 700–900 nm, co uznaje się za biologiczne „okno optyczne”, wyznaczone przez mobilizację chromoforów.

### Zbieranie pomiarów fNIRS
Aparat fNIRS składa się z ułożonych ipsilateralnie:
- źródła światła, które emituje promienie częściowo podczerwone;
- fotodetektora, który odbiera fale po przejściu przez tkanki mózgowe.

Źródło światła emituje promień w stronę czaszki, który następnie jest pochłaniany lub rozpraszany przez chromofory w tkankach nerwowych. Fotodetektor znajdujący się w odległości kilku centymetrów od emitera wychwytuje falę świetlną powstałą w rezultacie przejścia promienia przez tkanki nerwowe. Promień, od emitera do detektora, przemierza ścieżkę w kształcie banana.
Typowe elektrody czujników fNIRS są rozmieszczone w emiterach i receptorach tak, że aktywność na zewnętrznej powierzchni kory mózgowej może być mierzona z rozdzielczością przestrzenną rzędu centymetrów kwadratowych. Dokładniej, gdy odległość między źródłem i fotodetektorem wynosi 4 cm, sygnał fNIRS staje się wrażliwy na zmiany hemodynamiczne w obrębie górnych 2–3 mm kory mózgowej.
Widma absorpcyjne chromoforów są wykorzystywane do interpretacji tłumionych poziomów światła jako zmian w stężeniu chromoforów. Zmiany w stężeniu chromoforów powodują zmiany w intensywności odbitego światła i są określane ilościowo za pomocą zmodyfikowanego prawa Beera-Lamberta.

## Techniki spektroskopii

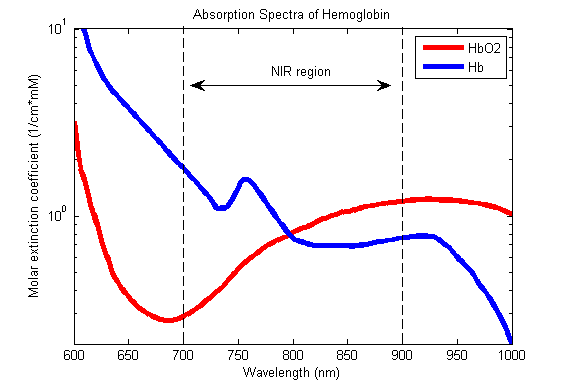
Widma absorpcji dla oxy-HB i deoxy-HB w falach podczerwieni

Istnieją cztery nowoczesne metody funkcjonalnej spektroskopii bliskiej podczerwieni.

### Fala ciągła (Continuous Wave – CW)
Zdecydowana większość obecnie stosowanych urządzeń w laboratoriach wykorzystuje technikę fali ciągłej (Continuous Wave – CW).
Rejestracja fali ciągłej (CW) polega na pomiarze wyłącznie natężenia światła. Do tkanki jest wysyłane światło o stałym natężeniu, a następnie mierzone jest światło, które zostało rozproszone.
Zastosowanie fali ciągłej ma wiele zalet. Jest to technika prosta, tania i najbardziej powszechna.
Niestety technika ta ma również wady. Jedną z nich może być fakt, że wykorzystanie fali ciągłej uniemożliwia w pełni określić właściwości optycznych analizowanej tkanki. W wyniku tego nie możemy oznaczyć absolutnej absorpcji natlenowanej (O2Hb – OKSYHEMOGLOBINA) i odtlenowanej hemoglobiny (HHb – DEOKSYHEMOGLOBINA). Pomiar jest wrażliwy tylko na względną zmianę stężenia oksyhemoglobiny.

### Analiza częstotliwości (Frequency Domain)
Kolejną techniką jest analiza częstotliwości (Frequency Domain – FD). Jest to najbardziej złożona technika, ale dostarcza również najwięcej informacji.
Technika ta emituje bardzo krótki impuls światła do tkanki. Natężenie światła emitowanego jest modulowane. FD-NIRS umożliwia nam pomiar bezwzględnych właściwości optycznych tkanki, takich jak absorpcja i zmniejszony współczynnik rozpraszania. Dzięki temu można określić bezwzględne wartości stężenia hemoglobiny.
Mierzone jest przesunięcie fazowe, które odzwierciedla opóźnienie między emitowanymi i wykrytymi falami światła (zmienia się wraz z długością drogi optycznej światła przez tkankę), średnie natężenie i amplituda modulacji.

### Time-Resolved (TR)
Wykrywanie rozdzielczości czasowej obejmuje rejestrowanie czasu przybycia pojedynczych fotonów, co można wykorzystać do zwiększenia wrażliwości na głębię, ponieważ fotony padające tkankę powierzchniową są wykrywane wcześniej niż fotony przemieszczające się dalej (tj. głębiej). W konsekwencji, lepszą wrażliwość na mózg można osiągnąć, skupiając się na późno przybywających fotonach. Można to osiągnąć poprzez obliczenie momentów statystycznych zarejestrowanego rozkładu czasów dotarcia, ponieważ wyższe momenty są ważone w kierunku późno docierającego światła.

### Spatially-Resolved Spectroscopy (SRS)
W spektroskopii przestrzennej (SRS) pomiary odbicia w różnych odległościach od padającej wiązki światła są łączone w celu uzyskania informacji wystarczających do rozdzielenia właściwości rozpraszania i absorpcji. Ponieważ odbicie rozproszone jest mierzone w kilku odległościach, można rozróżnić światło, które pokonało krótsze odległości przez tkankę (niska penetracja, mniejsza interakcja z tkanką) oraz światło, które rozchodziło się przez tkankę na dłuższe czasy i odległości (penetracja głębsza i większa interakcja). Ponadto, w przypadku tkanki wielowarstwowej, światło uchwycone na krótszych odległościach zawiera prawie tylko informacje o warstwie wierzchniej, podczas gdy na większych odległościach na zebrane światło wpływa zarówno warstwa wierzchnia, jak i leżąca pod nią tkanka(i). Te wielokrotne pomiary w różnych odległościach są następnie łączone z modelami propagacji światła w celu określenia właściwości absorpcyjnych i rozpraszających różnych warstw tkanki. Uzyskane właściwości optyczne mogą być następnie powiązane ze składem i mikrostrukturą produktu.

## Zastosowania

### Interfejs mózg-komputer (IMC)
fNIRS została pomyślnie użyta jako sygnał sterujący dla systemów BKI Podstawą ich działania jest detekcja wolicjonalnej kontroli aktywności neuronalnej mózgu osoby sterującej – w przypadku fNIRS zwiększanie stężenia natlenowanej (oxy -HB) i odtlenowanej (deoxy-HB) hemoglobiny.

### Obrazowanie mózgu
fNIRS jest powszechnie uznawana za jedną z technicznych metod obrazowania mózgu, podobnie jak w przypadku fMRI opiera się na odpowiedzi hemodynamicznej. Technika ta wykorzystywana jest w badaniach z wielu dziedzin.

#### Łączność funkcjonalna (functional connectivity)
Łączność funkcjonalna dotyczy rejonów mózgu, które mają podobne właściwości funkcjonalne, ponieważ są wspólnie zaangażowane w wykonywanie określonych zadań poznawczych. Pomiary z fNIRS tworzą mapę topograficzną aktywności neuronalnej co umożliwia analizę korelacji czasowo zsynchronizowanych odpowiedzi hemodynamicznych pomiędzy przestrzennie odrębnymi regionami zainteresowania w mózgu.

#### Interakcje społeczne (Hyperscanning)
fNIRS stosuje się do równoczesnego rejestrowania danych z dwóch lub więcej mózgów osób będących w interakcji. Badane są współzależności pomiędzy zmianami sygnału rejestrowanymi u różnych osób badanych jednocześnie w celu odnalezienia neuronalnych korelatów zdolności wchodzenia w interakcje. Technika fNIRS pozwala na analizę interakcji międzyludzkich w bardziej naturalnych warunkach niż miało to miejsce w badaniach EEG/fMRI. Badani mogą rozmawiać oraz używać mimiki oraz nie muszą znajdywać się w skanerze co sprawia, że zbierane dane mają większą ważność ekologiczną.

#### Neurorehabilitacja
Badania wykazują, że sieci neuronalne zlokalizowane w pierwszo i drugorzędowej korze motorycznej są aktywowane nie tylko podczas jawnego wykonywania czynności ruchowych, ale także podczas ich obserwacji lub wyobrażania sobie. Połączenie techniki fNIRS z użyciem środowiska VR pozwala na monitorowanie aktywności neuronów zgodnie z powyżej opisaną hipotezą symulacji.

#### Rozwój społeczny
fNIRS dzięki swojej nieinwazyjności może być używany do badań nad niemowlętami oraz małymi dziećmi dlatego jest odpowiednim narzędziem do badania rosnącej wraz z wiekiem specjalizacji funkcjonalnej struktur mózgu społecznego, czyli wzrostu wybiórczości odpowiedzi neuronalnej na bodźce z określonej kategorii. Technika ta jest wykorzystywana jest w badaniach dotyczących m.in. teorii umysłu (zdolności wnioskowania o stanach mentalnych innych osób) czy przetwarzania bodźców istotnych w relacjach społecznych jak ludzka twarz, dotyk, głos.

### Diagnostyka onkologiczna
fNIRS pozwala na wykrycie różnic między endogennymi chromoforami tkanek nowotworowych a zdrowych, wykorzystując prążki wskaźnikowe natlenowanej lub odtlenowanej hemoglobiny, lipidów lub wody, albo ich kombinację jako markery diagnostyczne. Jest to uniwersalna technika umożliwiająca diagnozę różnych typów nowotworów (m.in. mózgu, piersi, trzustki, jelita grubego) oraz monitorowanie ich podczas terapii.